# Orland Park
Orland Park è un villaggio degli Stati Uniti d'America, situato nello Stato dell'Illinois, diviso tra la contea di Cook e la contea di Will.